# Willie Taylor
Willie Madison Taylor III (connu aussi sous le nom Willie Taylor), né à Harvey dans l'Illinois (États-Unis) le 29 mars 1981, est un chanteur soul et pop du groupe Day26 sélectionné comme les autres 4 chanteurs du groupe durant le Making the band 4.

## Discographie
- 2004 (seul) = In the Mist of the Storm
- 2006 (seul) = On my Way
- 2007-2008 (avec Day26) = Day26